# Clathrina contorta
Clathrina contorta är en svampdjursart som beskrevs av Edward Alfred Minchin 1905. Clathrina contorta ingår i släktet Clathrina och familjen Clathrinidae. Inga underarter finns listade i Catalogue of Life.